# Ernest Fryderyk I
Ernst Friedrich I (ur. 21 sierpnia 1681 w Bad Arolsen, zm. 9 marca 1724 w Hildburghausen) – książę Saksonii-Hildburghausen. Jego władztwo było częścią Świętego Cesarstwa Rzymskiego Narodu Niemieckiego.
Urodził się jako najstarszy syn księcia Saksonii-Hildburghausen Ernesta i jego żony księżnej Zofii Henrietty. Na tron wstąpił po śmierci ojca 17 października 1715. 
4 lutego 1704 w Erbach poślubił hrabiankę Erbach-Erbach Zofię Albertynę. Po śmierci księcia Ernest Fryderyk I jego następcą został ich syn Ernest Fryderyk II.